# Cosmos: A Spacetime Odyssey
Cosmos: A Spacetime Odyssey er en amerikansk dokumentarisk tv-serie fra 2014. Showet er en opfølgning af tv-serien Cosmos: A Personal Voyage fra 1980, som blev præsenteret af Carl Sagan på Public Broadcasting Service og betragtes som en milepæl for videnskabelige dokumentarer.